# Black Fell
Black Fell är ett berg i Storbritannien.   Det ligger i grevskapet Cumbria och riksdelen England, i den centrala delen av landet, 400 km norr om huvudstaden London. Toppen på Black Fell är 622 meter över havet.
Terrängen runt Black Fell är huvudsakligen kuperad.Runt Black Fell är det ganska glesbefolkat, med 24 invånare per kvadratkilometer. Närmaste större samhälle är Penrith, 18,4 km sydväst om Black Fell. Trakten runt Black Fell består i huvudsak av gräsmarker.